# Alyssum lanigerum
Alyssum lanigerum är en korsblommig växtart som beskrevs av Dc. Alyssum lanigerum ingår i släktet stenörter, och familjen korsblommiga växter. Inga underarter finns listade i Catalogue of Life.